# Claus Hagen Petersen
Claus Hagen Petersen (født 18. oktober 1949) er en dansk historiker og journalist. Claus Hagen Petersen er uddannet cand.mag i samfundsfag og historie fra Københavns Universitet.
I april 1975 deltog og vandt han i Danmarks Radios Pop-Quiz på Program 3 direkte fra Studie 3 i Radiohuset. I programmet kunne der høres at Jørgen De Mylius og Claus Hagen Pedersen havde en vis “connection” og han blev senere et kendt ansigt mellem 1977 og 1985, da han på DR TV var dommer i en musik dyst ved navn Popnøglen netop sammen med Jørgen de Mylius. Mange husker stadigt hvordan deltagerne fik at vide om svaret var korrekt eller ej; Claus brugte en fløjte til at melde ud med.
Dernæst lavede han Morgenflimmer på Kanal 2 mellem 1985 og 1988.
Senere fra 1988 til 2001 blev han kendt på TV 2, hvor han bl.a. tilrettelagde historiske udsendelser som Danmark i 1000 år og Københavns Historie, portrætprogrammerne Før & nu samt politiske debatprogrammer som Her & Nu og Pressemøde. Han har også deltaget i utallige royale transmissioner som historisk ekspert.
Senere blev han fra 2001 ansat på Danmarks Radio, bl.a. som studievært på DR2's Deadline og fra 2004 P1-interviewprogrammet Ugen På Spidsen.
Claus Hagen Petersen er også kendt for sin store viden inden for popmusik og har produceret flere pigtrådsplader sammen med Jørgen de Mylius.
Han har også stået bag flere bogudgivelser, bl.a. Det 20. århundrede - De 100 mest betydningsfulde personer i Danmark (redigeret sammen med Connie Hedegaard).